# Xã Forest, Quận Winnebago, Iowa
Xã Forest (tiếng Anh: Forest Township) là một xã thuộc quận Winnebago, tiểu bang Iowa, Hoa Kỳ. Năm 2010, dân số của xã này là 4.611 người.